# ميدلتون ستيوارت إليوت
ميدلتون ستيوارت إليوت (بالإنجليزية: Middleton Stuart Elliott)‏ هو ضابط أمريكي، ولد في 16 أكتوبر 1872 في بيافورت في الولايات المتحدة، وتوفي في 29 أكتوبر 1952.